# Ескадрені міноносці типу «Джузеппе Сірторі»
Ескадрені міноносці типу «Джузеппе Сірторі» (італ. Classe Giuseppe Sirtori) — серія ескадрених міноносців ВМС Італії 1910-х років.

## Історія створення та конструкція
Ескадрені міноносці типу «Джузеппе Сірторі» були подальшим розвитком есмінців типу «Розоліно Піло», розроблені фірмою «Одеро».
Порівняно х попередниками, на кораблях типу «Джузеппе Сірторі» були встановлені гармати більшого калібру - 102 мм, та здвоєні торпедні апарати. 
Все озброєння розташовувалось вздовж бортів, поза діаметральною площиною корабля.
У 1920 році 102-мм гармати були замінені на новіші, такого ж калібру, але із більшою довжиною ствола.

## Представники
| Корабель                                              | Виготовлювач                        | Закладено          | Спущено                | У строю             | Доля                                                             |
| ----------------------------------------------------- | ----------------------------------- | ------------------ | ---------------------- | ------------------- | ---------------------------------------------------------------- |
| «Джузеппе Сірторі» «Giuseppe Sirtori»                 | «Cantiere navale di Sestri Ponente» | 2 лютого 1916 року | 24 листопада 1916 року | 22 грудня 1916 року | Пошкоджений 14 вересня 1943 року Затоплений 25 вересня 1943 року |
| «Джованні Ачербі» «Giovanni Acerbi»                   | «Cantiere navale di Sestri Ponente» | 2 лютого 1916 року | 14 лютого 1917 року    | 26 лютого 1917 року | Потоплений 4 квітня 1941 року                                    |
| «Вінченцо Джованні Орсіні» «Vincenzo Giordano Orsini» | «Cantiere navale di Sestri Ponente» | 2 лютого 1916 року | 12 травня 1917 року    | 12 травня 1917 року | Потоплений 18 квітня 1941 року                                   |
| «Франческо Стокко» «Francesco Stocco»                 | «Cantiere navale di Sestri Ponente» | 2 лютого 1916 року | 5 червня 1917 року     | 19 липня 1917 року  | Потоплений 24 вересня 1943 року                                  |